# KNBR-FM

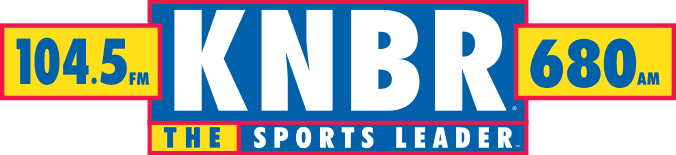

KNBR est une station de radio, spécialisée dans le sport, située à San Francisco en Californie (États-Unis) et diffusée sur la fréquence 104.5 FM.
La station se spécialise d'abord dans le easy listening depuis les années 1960 puis adopte un format exclusivement rock de 1983 à 1994. Après 1994, le format tout classic rock bouge pour suivre l'évolution de l'époque. Le modern rock taille des croupières depuis plusieurs années aux formats rock classiques. KFOG comme d'autres en souffre. Il est donc temps d'ouvrir un peu l'antenne au new rock : ce dernier est composé de deux tendances bien différentes mais complémentaires, le modern rock, diffusé à San Francisco par Live 105, et le light rock, qui représente le pain bénit de KOIT (toujours à San Francisco). KFOG lance donc un nouveau format qui mélange modern rock, light rock et classic rock. Le résultat permet de maintenir, voire d'augmenter une audience composée de jeunes cadres et intellectuels [réf. nécessaire]. Ce format perdure jusqu'à ce jour (2009).
KFOG s'est lancé dans la diffusion continue sur Internet en 1998.